# Jorge Gómez
Jorge Gómez (fl. XX secolo) è stato un calciatore uruguaiano, di ruolo centrocampista.

## Carriera

### Nazionale
Nel 1959 partecipò con l'Uruguay al Campeonato sudamericano che si tenne in Ecuador, riuscendo a conquistarlo.

## Palmarès

### Nazionale
- Coppa America: 1

Ecuador 1959